# Tommy Ingebrigtsen
Tommy Ingebrigtsen, norveški smučarski skakalec, 8. avgust 1977, Trondheim, Norveška.    
Prvič je v svetovnem pokalu nastopil v sezoni 1993/94 v Predazzu, na naslednji tekmi v Courchevelu je bil že na osmem mestu. Leta 1995 je postal mladinski svetovni prvak na mali skakalnici. Po tem dosežku je bil uvrščen v ekipo za svetovno prvenstvo v  Thunder Bayu, kjer je nato nepričakovano osvojil zlato medaljo na veliki napravi.
V naslednjih sezonah so ze njegovi skoki večinoma končali na zaletišču skakalnice. Do sezone 1998/99 ni uspel priti na stopničke za zmagovalce. To sezono je skupno končal na 10. mestu. Na tekmi v poletih v Planici je postavil nov svetovni rekord - 219,5 metra.
V sezoni 2002/03 je zaradi slabe forme nastopal v kontinentalnem pokalu, vendar je v zaključku zezone osvojil srebrno medaljo na mali napravi na svetovnem prvenstvu v Val di Fiemmeju, z ekipo pa je bil bronast na veliki napravi.
Na svetovnem prvenstvu v poletih v Planici je osvojil zlato medaljo na ekipni preizkušnji. Na olimpijskih igrah v Torinu je z ekipo osvojil bronasto medaljo.
Po sezoni 2006/07, v kateri ni nastopal v svetovnem pokalu, je zaključil kariero smučarja skakalca.